# Bağbanlı, Quba
Bağbanlı là một làng đô thị thuộc vùng Quba của Azerbaijan. Có dân số là 1,562 người.

## Khí hậu
Vùng Azerbaijan này có khí hậu ôn đới..Tháng 8 thường là tháng ấm nhất.